# 大川慶次郎
大川 慶次郎（おおかわ けいじろう、1929年2月6日 - 1999年12月21日）は日本の競馬評論家。
慶應義塾大学文学部心理学科を卒業した。
予想家として、通算4度パーフェクト予想を達成し、競馬の神様の愛称で親しまれた。競馬評論家の大川智絵は長女。

## 経歴

### 幼少期・戦前
青森県八戸市の大平牧場で競走馬を生産するオーナーブリーダーであった大川義雄（高千穂製紙社長、通称「タイヘイ氏」）の二男として、東京府北豊島郡王子町（現在の東京都北区王子）に誕生した。実業家渋沢栄一の曽孫にあたる。また「日本の製紙王」大川平三郎は祖父である。母方の祖父は東京山中銀行取締役のほか日本建物、東京調帯社長などを務めた大村五左衛門。
幼少のころより大平牧場や東京の外厩で競走馬を間近に見て育った。また、義雄に連れられて競馬場にも足繁く通い、1938年の東京優駿を実際に観戦した最も古いレースとして晩年まで記憶していた。

### 終戦・大学時代
父の跡を継いでオーナーブリーダーとなることを志したが、太平洋戦争終結後に行われた農地改革の影響で大平牧場は人手に渡ることとなり、一競馬ファンとして生きることを余儀なくされる。
1947年に東京高等師範学校附属中学校（現在の筑波大学附属中学校・高等学校）を卒業した。同期生に大島通義、岡野行秀、越智通雄、三浦公亮などがいる。
1948年に慶應義塾大学文学部に入学する。本人曰く文学部に進学したのは数学が苦手だったためとしているが、実際には「心理学科だったので、微分積分が出てきて、単位取得には苦労した。」翌1949年、競馬サークル「いななき会」を設立、同会のメンバーであった学生の父親が河野一郎の支援者であった縁から河野を顧問に迎える。これを期に、公職追放中であった河野はしばしば大川とともに競馬場に通うようになり、政界復帰後に馬主・競走馬生産者として活発に活動するきっかけとなった。

### サラリーマンを経て新田新作の競馬秘書に
1952年に慶應義塾大学を卒業し、高千穂製紙（日本パルプ工業を経て、現在の王子ホールディングス）に就職する。しかし会社員生活は性に合わず、考えるのは競馬のことばかり。毎週土曜日になると営業に出るふりをして会社の裏にある場外馬券売り場に馬券を買いに行ったという。結局入社から3年たった1955年に同社を退社し、明治座社長だった新田新作の競馬担当秘書となる。新田と親交のあった百瀬博教は、戦前に鈴木栄太郎（関東国粋会副幹事長で生井一家の貸元）の若い衆であった新田は戦後に足を洗って土木建築業の新田組を興し、連合軍ともコネがあり羽振りがよかったとしている。大川のおもな仕事は新田が競走馬を預託する藤本冨良調教師との連絡役であった。
秘書となった年、新田所有の4歳馬メイヂヒカリはクラシックの有力候補であった。しかし皐月賞を目前に控えた時期になってメイヂヒカリの飛節に肉腫ができていることが判明した。無理をせずに休養をとらせたい藤本の意を受けた大川は無理にでも皐月賞に出走させようとする新田の説得にあたり、「未来がある馬だから出走させないでくれ。それに大金を投じて馬券を買うファンに迷惑がかかる」と土下座までしてみせた。新田は大川の説得に渋々応じたが、療養の甲斐もあってメイヂヒカリは立ち直り、菊花賞ではこの年のダービー馬・オートキツを10馬身突き放す圧勝だった。その後、翌1956年には天皇賞（春）・中山グランプリを制し年度代表馬に、さらに1990年には顕彰馬に選ばれた。

### 日本短波放送の競馬解説者に
1956年に新田新作が死去し、また同時期に別の馬主の依頼で務めていた生産牧場（東北牧場）の牧場長を辞したため無職となる。
東北から上京した大川は、はじめ白井新平に請われて『競週』の予想家となったがまもなく同紙から離れ、手刷りの予想紙（『レーシング・ヒント』）を売る生活を送る。やがて河野一郎の助力を得て、1957年から日本短波放送（現在の日経ラジオ社、愛称はラジオNIKKEI）の解説者となる。このときの恩から大川は河野一郎を「心の師匠」と慕い続けた。

### パーフェクト予想達成、「競馬の神様」に
ラジオ出演で知名度が上がったのをきっかけに『ホースニュース・馬』を発行するホースニュース社と予想家契約を結ぶ。1961年9月3日、同紙上で予想家としては初となるパーフェクト予想を達成。たまたま同席していた『週刊読売』の記者がこのことを「競馬の神様のご請託」と題うって記事にし、それに『週刊文春』などほかの雑誌が追従、予想家としての知名度は飛躍的に向上した。大川の妻によると「競馬の神様」という呼称について大川自身は、「競馬の神様だなんて、とんでもない。単に人がつけたニックネームだ。べつに俺は神でもなければ才人でもない、ただの大川慶次郎だ」としばしば口にしていたという。
しかしながら、パーフェクト予想達成後に自宅に脅迫電話がかかってくるようになった事や、注目の的になったことによるプレッシャーが原因で予想を外すことを恐れるあまり無難な予想しかできなくなり、極度のスランプに陥ってしまう。本人の述懐によると、このスランプから完全に脱したのは『勝馬』『ダービーニュース』を経て『ケイシュウNEWS』の予想家となった1969年以降のことであったという。
1994年に『ケイシュウNEWS』を去った後はフリーランスになり、フジテレビ『スーパー競馬』の解説者・日刊スポーツ専属評論家として活動した。また1981年にみずから設立した競馬予想会社・ホースメン会議の総監督も亡くなるまで務めた。

### 21世紀の競馬を見ることなく死去、最後の予想は的中
晩年は「21世紀初めての競馬を見ることが目標」とたびたび口にしていた。しかし1999年12月15日、美浦トレーニングセンターでの調教取材を終え、ゴルフを楽しんだあと、寿司屋で会食後に店内で倒れ入院した。12月21日、高血圧性脳出血で死去した。享年71（満70歳没）。倒れてから意識を取り戻すことはなかったが、家族が競馬中継やGIのファンファーレを聞かせると脳波が強く反応したという。なお、入院後の検査でかつて癌を患った肺の状態も悪化していたことが判明した。診察した医者は「よくこの状態で普通に呼吸ができていたものだ」と言ったという。「神さまに戒名なんか要らない」という家族の意向により、大川に戒名はつけられなかった。
死の2週間前、ジャーナリストによる取材で「大川さんにとって、競馬とは?」と問われた大川は、次のように答えている。
この取材で大川は、「暮れの有馬記念を当てて、2000年の第1レースを的中させて……」とも答えていた。大川が予想した優勝馬はグラスワンダーだった。大川の死から5日後、グラスワンダーはスペシャルウィークを際どいハナ差で退け優勝、大川の「生前最後の予想」は見事的中した。数日後、大川家に差出人「グラスワンダー」の花束が届いたという。
翌2000年2月6日に東京競馬場内で「大川慶次郎さんの思い出を語る会」が、井崎脩五郎・鈴木淑子・長岡一也・原良馬らが参加して行われた。同年10月11日には大川所縁のタイヘイ牧場に記念碑が建立された。2001年9月には横浜松坂屋の7階に彼の遺品のノートなどを“ご神体”とした「伊勢佐木 勝馬神社」が設けられ、2008年10月に同店が閉店するまで公開された。

## 競馬評論家としての大川慶次郎
妻の和子によると、大川は「予想屋」と呼ばれるのを嫌い、「競馬評論家」であることに強い自負を抱いていた。その理由について大川は、「予想屋というのはねえ、訊かれる前から予想してみせる連中のことです。評論家は、訊かれてから初めて唇を開くものです」と説明したという。
競馬評論家として以後も活動を続けようと決意したきっかけの馬はミツハタ（1952年天皇賞・春優勝馬）だったと自身の本で述べている。ミツハタはトキノミノルと同世代にあたるが、トキノミノルに毎回後塵を拝しながらも他馬には常に先着していたイツセイが、トキノミノルの急死以後は同世代の中心となっていくであろうというほかの競馬評論家の論評に疑問を呈した。それは「2400メートル以上の長距離戦になるとイツセイの血統では持たない。逆にミツハタは距離が伸びるとイツセイよりも強い」という自負があったからだったが、1951年11月25日に開催されたセントライト記念（2400メートル、東京競馬場。その3週前に菊花賞が開催され、イツセイは3着に敗れた）において、断然人気のイツセイはミツハタに3馬身の差をつけられて完敗し、大川の言う通りの結果となった。それ以後、ミツハタは上記の通り春の天皇賞を制したほかレコード勝ちを4回も果たすなど同世代の最強のステイヤーの称号を得ることになるが、イツセイが勝利を挙げたレースは2000メートルまでのレースに限定された。
予想と言えば馬そのものとその関係者からもたらされる情報だけが対象であった時代に、レースの「展開」をファクターとして取り入れたのは画期的とされる。
馬体の好みの問題と、調教代わりにレースを使う陣営への反発もあって、五冠馬シンザンに一度も本命印を打たなかった。ミスターシービーに対しては三冠最後の菊花賞で本命印を打った。そのほか、「私は関西馬のことはよく知らないんですが…」が口癖だった。この言葉は、大川自身が実際にほとんどの関西馬について、自分の目で調教やレースを見ていないことに起因する。また、関西の秘密兵器と言われた馬たちを総じて軽視していた。
（ギャンブルとしての）競馬ではなく「（動物の）馬」が好きでこの業界に入ったこともあってか、馬の体型を一目見ただけで他の予想家や競馬記者が気づかなかった体調や故障、先天的障害を言い当てることもあった。
自分の打った印をもとに馬券を買うファンに対する作法として、みずからも予想の通り馬券を買うのを常とした。パドックを見て予想が誤りであったと直感した際にも作法を曲げることはなかった。「僕は競馬で3億勝っています。でも4億負けています」と『いつみても波瀾万丈』出演時に述べている。かつては予想が外れると脅迫電話が自宅にかかるなどファンとの間には殺伐とした関係があり、電車に乗るときには決してホームの一番前に並ばないなど、身辺に注意を払う必要があったという。しかし晩年は若いファンからマスコット的な人気を博すようになり、時代の変化を痛感したという。大川をモデルにした「おしゃべりケーちゃん」人形も制作されている。
大川は自身の見解が違った場合、見解が誤っていたことを認める性格であった。オグリキャップのラストラン有馬記念ではオグリキャップは限界などと話していたが、レース後、スーパー競馬の解説席からオグリが勝利したことについて「私なんていの一番に謝らなきゃいけませんね」と自身の見解が誤っていたことを認めた。他のレースでも同様のエピソードがある一方、1995年、京都記念、日経賞と凡走を続けたライスシャワーについては「所詮、ダービーで16番人気だった馬なんですよ」と最初から実力を認めていないかのように発言。その年の天皇賞・春に優勝したときは「この馬は今日は長い距離だと新聞でも読めるのかねぇ。今まで全然行きっぷりが違いますね」と語ったものの、あくまでライスシャワーは「長い距離で強い馬だった、ということですね」と評価しており、スーパー競馬のライスシャワー追悼コーナーでもそのように発言していた。
「競走馬は馬主のものであるが、レースに登録したときは馬券を買うファンのものとなる」という持論を持っており、後述するようにナリタブライアンの短距離戦出走には批判的であった。
晩年はエアグルーヴが好きで、エアグルーヴが牝馬ながら天皇賞・秋を制した際には「この馬は普通の牝馬じゃないですよ。和田アキ子さんですよ」と絶賛した。エアグルーヴの引退レースとなった有馬記念ではオグリキャップのときのような後悔はしないと、ピークの過ぎたエアグルーヴを絶賛し、敗北後も後悔はしていなかった。

### 競馬界への批判・提言
競馬マスコミにおいて競馬関係者を批判することをタブー視する風潮がある中で、関係者を公然と批判することがしばしばあった。
とくに大久保正陽については、体調が万全でないナリタタイシンを菊花賞に出走させたことに始まり、同じく体調が万全ではないナリタブライアンを大レースに出走させて惨敗させ続けたこと、距離的な適性があるとは思えない高松宮杯へ出走させたこと、その際に南井克巳から武豊への騎手交代を行ったことを挙げ、「間違いは、大久保調教師自身の見識にあった」と切って捨てた。
元調教師の境勝太郎に対しても現役時には批判的な発言が多かった。サクラローレルが海外遠征中に故障を発症したことについては「ローレルのことをよく知る境勝太郎元調教師と装蹄師を同行させなかったことによる人災である」と調教師の小島太を批判した。小島については、サクラローレルの引退式に境を管理調教師として参加させなかったことについても「小島太という人間に疑いを持った」と批判している。
1990年代に入って、関西馬が関東の平場レースでさえもどんどん勝つような状況になっていったことを踏まえ、「こんな状況が続くようならば、私自身、関西に居を構えなければならない。」と述べ、美浦（関東）の競馬関係者を暗に批判した。
JRAに対しては「馬に食べさせてもらっているのに馬に対する感謝の念が見られない」と批判したことがある。中央競馬のレース名のほとんどが地名や植物名からつけられ、馬名から付けられる事が皆無という点に対しても不快感を持っており、著書で批判している。大川の死後JRAは馬名を付けたメモリアルレースを開催することもあった。
天皇賞（秋）の距離が3200メートルから2000メートルに短縮された際には、最後まで反対していた。その理由の1つは（当時の）東京競馬場の2000メートルは枠の内外による有利不利の差が大き過ぎるというものであった。大レースは枠順による有利不利が起こらない条件で行うべきであるという大川の考えは一貫しており、天皇賞（秋）以外にも桜花賞・菊花賞の施行条件を改めるべきであると提言していた。
サクラバクシンオーについてのコメントを求められたとき「競馬はスピードを競うもの。（サクラバクシンオーのように）短距離馬にも価値が出てこないといけない」と述べている。また「だらだらと長い距離を走って最後の一周だけで勝負が決まってしまうようなレースを踏襲している地方競馬は、中央競馬の姿勢を学ばない限り足元にも及ばない」と批判している。
動物としての馬を知らないで予想をたてる予想家や競馬記者に不快感を持ち「動物学を修めろとは言わないが、馬がどういう動物かくらい勉強すべきだ」とコメントしたこともある。父・義雄の専属調教師だった藤本冨良は、大川を評して「競馬が好きというより、むしろ馬が好きといった方がいい」とし、「やはり、小さいときから馬を見たり、ぼくらと接触していたことが、今日を築くこやしというか、基盤というか、役に立つものがあったのじゃないかな。競馬評論家といわれている人たちのほとんどは、競馬をよく知っているのかもしれないが、競馬との出会いはものごころついてからでしょ。慶ちゃんは、子供のころからうまやで育ったといってもいいからね。彼のいい面はその辺にあると思うね」と述べている。

### 中継番組でのエピソード
1983年の第3回ジャパンカップ（スタネーラ優勝）のとき「（キョウエイ）プロミス!プロミス!」、1984年の菊花賞（シンボリルドルフ優勝）のとき「（ゴールド）ウェイ!!」、1990年の第35回有馬記念（オグリキャップ優勝）のとき「（メジロ）ライアン! ライアン!」とレース中に叫ぶ声が実況に被さってしまうこともあった。
1996年の高松宮杯ではスプリント適性のないナリタブライアンが出走したことに対し反対を唱えた。レース後に「このレースは前が止まらないんですよ。勝ち馬と上がりが同じならテンで行けないだけ届かない。追い込み馬というのは前が垂れて自分が垂れないからよく見えるだけであってスプリント戦のようなスピード競馬には不向き」とコメント。ナリタブライアンには「よくやったと思います。褒めてあげて下さい。無事だといいが馬は無理させたことで故障することがある。ちょっと心配」と発言。実際ナリタブライアンはレース後に故障が判明し引退。大川の見識が正しかった。その後1998年の函館3歳ステークスの優勝馬（リザーブユアハート）について将来性を否定する発言をしたところ、番組を見た関係者から抗議があり、翌週の同番組にて「言い過ぎだった」とこの件を謝罪し、以降は馬の将来性を語ることを一切しなくなった。なお該当馬はその後約1年半の間中央競馬の競走に出走したものの、一度も馬券に絡むことなく惨敗を続け、地方競馬（浦和競馬場）へ移籍したため、こちらも結果として大川の見立ては正しかった。
1999年、盛岡競馬場で行われたマイルチャンピオンシップ南部杯のイベントに出演したところ、予想に関して井崎脩五郎との間で論争となり、テレビ局側が放送を打ち切る事態にまで発展した。このことについては「テレビ局側にも怠慢がある」と非難していた。

## 出演していた番組
- 日曜ワイドラジオTOKYO「競馬中継・走れ!ジョッキー」（TBSラジオ　パーソナリティー兼解説者）
- スーパー競馬（フジテレビ）
- 中央競馬実況中継（ラジオNIKKEI　第1放送）
- オールスター感謝祭（TBS） - 解答者として（1992年秋、1994年秋 - 1997年秋）、「人馬対決!マイルチャンピオンシップ」の予想・解説者として（1999年春、同年秋）それぞれ出演。1995年春は体調不良のため欠席。代役として娘の智絵が出演した。
- うまなりクン（フジテレビ） - 同番組では「犬川慶次郎（いぬかわ けいじろう）」を名乗る。
- いつみても波瀾万丈（日本テレビ） - 1998年6月7日 ゲスト出演

## 映画
いずれも本人役で出演。
- 喜劇 競馬必勝法（1967年、東映）
- 日本ダービー 勝負（1970年、東映）

## CM
- アスキー 『ダービースタリオン96』（1996年）
- アスペクト 『ダービースタリオン96 パーフェクトガイド』（1996年）

## 著書
- 『競馬の常識五十章』実業之日本社 1961年
- 『競馬必勝読本』実業之日本社 1961年
- 『競馬の推理 私の体験的競馬必勝法』双葉新書 1964年
- 『競馬金言集 データ分析による勝馬推理』光文社 カッパ・ブックス 1966年
- 『新競馬の推理 ABCから高等馬券戦術まで』双葉新書 1968年
- 『基本馬券学 馬は血で走る』報知新聞社 1969年
- 『競馬タブー集 大川流必勝術の極意』徳間書店 1970年
- 『関東・関西優秀四歳馬200選 大川慶次郎の完全データ 1971年版』陳文館 1971年
- 『馬券的中のすべて 競馬ファンのための大川式ノウハウ』双葉社 1981年
- 『勝ち馬をさがせ!!』双葉社 1982年
- 『大川流競馬ノート 馬券で儲ける17の鉄則』ブックマン社 1986年
- 『今年の本命馬はこれだ! 4歳サラブレッド(秘)データ公開 昭和62年度版』ロングセラーズ ムックの本 1987年
- 『重賞競走回顧録』ミデアム出版社 1991年
- 『競馬神様の法則 競馬の基礎知識から馬券の極意まで』三心堂 1992年
- 『最強の競馬学』ベストブック 1992年
- 『大川慶次郎殿堂馬を語る』ゼスト 1997年
- 『大川慶次郎回想録 まっすぐ競馬道 杉綾の人生』小笠原裕編 日本短波放送〈現在の日経ラジオ社〉 1998年　のち角川文庫
- 『大川慶次郎が選ぶ「個性派」名馬18頭』ザ・マサダ 1999年
- 『神様の馬券術 G1レースから明日の馬券が見えてくる 実戦編』日本短波放送 1999年
- 『大川慶次郎ザ・ラストラン　神様の馬券術 実戦篇 1999』日本短波放送 2000年
- 『絶筆大川慶次郎』角川書店 ザテレビジョン文庫 2000年
- 『大川慶次郎語録 競馬の神様はかく語りき 2』小笠原裕編 芸文社 2003年

### 共著・監修
- 『競馬の知恵』大谷要三共著 報知新聞社 1962年
- 『優秀四歳馬年鑑』石崎欣一共著 実業之日本社 1962年
- 『競馬のすべて』松本守正共著 広済堂出版 1972年
- 菊池寛『わが馬券哲学』註解 風土社 1974年
- 『サラブレッド101頭の死に方』月本裕,山田和子,岡田卓,岩川隆,大坪悟,横田紀子共著 （アスペクト 1996年　のち徳間文庫
- 『神様の馬券術 最後の集大成「馬券指南」本』責任監修 「馬券原論」プロジェクトチーム編 日本短波放送 1997年
- 『競馬新聞スーパーガイド 完全ビジュアル馬講座』監修 イースト・プレス 1997年
- 『サラブレッド101頭の死に方 2』岡田卓,福原直英,四条たか子,三神博,月本裕,大坪悟,小出文彦共著 アスペクト 1997年